# Hideaway (chanson)
Cet article concerne la chanson de Kiesza. Pour l'album de David Sanborn, voir Hideaway.
Pour les articles homonymes, voir Hideaway.
Hideaway est le premier single de la chanteuse canadienne Kiesza, sorti en avril 2014. Il est un succès commercial, atteignant la première place du Top singles au Royaume-Uni et le top 10 de plusieurs autres pays européens. La réalisation du clip nécessite alors d'apprendre en peu de jours plusieurs nouvelles chorégraphies.

## Classement hebdomadaire
| Classement (2014)                       | Meilleure position |
| --------------------------------------- | ------------------ |
| Allemagne (Media Control AG)            | 8                  |
| Australie (ARIA)                        | 28                 |
| Autriche (Ö3 Austria Top 40)            | 47                 |
| Belgique (Flandre Ultratop 50 Singles)  | 2                  |
| Belgique (Wallonie Ultratop 50 Singles) | 14                 |
| Canada (Hot 100)                        | 25                 |
| Danemark (Tracklisten)                  | 2                  |
| Écosse (OCC)                            | 1                  |
| France (SNEP)                           | 73                 |
| Hongrie (Rádiós Top 40)                 | 14                 |
| Irlande (IRMA)                          | 11                 |
| Italie (FIMI)                           | 1                  |
| Pays-Bas (Nederlandse Top 40)           | 1                  |
| Pologne (ZPAV)                          | 12                 |
| Royaume-Uni (UK Singles Chart)          | 1                  |
| Slovaquie (IFPI Rádio)                  | 39                 |
| Suisse (Schweizer Hitparade)            | 9                  |